# Parrya fruticulosa
Parrya fruticulosa là một loài thực vật có hoa trong họ Cải. Loài này được Regel & Schmalh. mô tả khoa học đầu tiên năm 1877.